# Cheyenne Carron
Cheyenne Carron (* 22. Mai 1976 in Valence, Département Drôme, Frankreich) ist eine französische Filmregisseurin, Drehbuchautorin und Produzentin. Ihre bekanntesten Filme sind Extase (2009), L'apôtre (2014) und Patries (2009).

## Filmografie (Auswahl)
- 2001: À une madone (Kurzfilm)
- 2005: Sans Limite
- 2007: Ecorchés[1]
- 2008: La Charité romaine
- 2008: La chute des hommes[2]
- 2009: Extase
- 2011: Ne nous soumets pas à la Tentation[3]
- 2013: La fille publique[4]
- 2014: L'apôtre[5]
- 2015: Patries
- 2016: La Chute des Hommes
- 2016: La Morsure des Dieux
- 2019: Le corps sauvage